# Henry Shaw
Pour les articles homonymes, voir Shaw.
Pour le personnage du film Les Animaux fantastiques, voir Henry Shaw (personnage).
Henry Shaw est un botaniste et philanthrope britannique, puis américain (naturalisé en 1843), né le 24 juillet 1800 à Sheffield (Angleterre) et mort le 25 août 1889 à Saint-Louis (Missouri).
Il est surtout connu pour avoir été le fondateur du Missouri Botanical Garden.